# Erika Kaneko
Erika Kaneko (geboren  als Erika Stanek 6. Oktober 1926 in Pöckau; gestorben 2014) war eine austro-japanische Ethnologin.

## Leben
Erika Stanek besuchte die Oberschule für Mädchen in Villach. Im Sommersemester 1944 inskribierte sie an der Philosophischen Fakultät der Universität Wien für Völkerkunde und Japanologie, musste aber das Studium kriegsbedingt bis zum Wintersemester 1946/47 unterbrechen. Nach drei Semestern unterbrach sie das Studium erneut für einen vierjährigen Aufenthalt in Großbritannien. 1952 nahm sie ihr Studium in Wien wieder auf und wurde 1955 mit der Dissertation „Zum Bestattungsbrauchtum der Eingeborenen von Formosa“ bei Wilhelm Koppers und Robert Heine-Geldern promoviert. 
Stanek ging nach Japan und heiratete den Musiker und Dirigenten Nobori Kaneko (1911–1987). Ihr Forschungsschwerpunkt lag bei ethnologischen und archäologischen Studien in Süd-Ostasien. Sie unternahm eigenständige Feldforschungen auf den Ryūkyū-Inseln.

## Schriften (Auswahl)
- Stone implements and their use in the agriculture of Taiwan, in: Wiener Völkerkundliche Mitteilungen. 1. Jahr, Nr. 2, S. 22–31
- Erika Purse-Stanek: Zum Bestattungsbrauchtum der Eingeborenen von Formosa. Diss. Wien 1955
- András Höfer, Gernot Prunner, Erika Kaneko, Louis Bezacier, Manuel Sarkisyanz: Die Religionen Südostasiens. In: Die Religionen der Menschheit, Band 23, 1975
- Die Mythologie der ethnischen Minderheiten Taiwans (Anhang: Götter und Mythen der Yami), in: Wörterbuch der Mythologie, Band 6, Götter und Mythen in Ostasien, 1994